# 21 새비지
셰야 빈 아브라함조세프(Shéyaa Bin Abraham-Joseph, 1992년 10월 22일~)는 예명 21 새비지(21 Savage)로 더 잘 알려진 래퍼이다. 런던에서 태어나 7살 때 애틀랜타로 이민 갔다.

## 생애
아브라함조세프는 런던 뉴엄구에서 태어났다. 7살 때 애틀랜타로 이민 갔다. 7학년 때 총기 소지로 디캘브군의 모든 학교에서 입학 금지되었고 소년원에 갔다. 21살 생일 때 마약 거래 중 총 6발을 맞았고, 가장 친한 친구는 살해당했다. 이후 래퍼가 되기로 결심했다.

## 음반 목록
정규 음반
- Issa Album (2017)
- i am > i was (2018)
- american dream (2024)

## 투어
- 이사 투어 (2017)[4]
- 넘 더 페인 투어 (2017)[5]
- 아이 앰 > 아이 워즈 투어 (2019)[6]

## 수상 및 후보
| 시상식                     | 연도 | 후보                                        | 부문                      | 결과 | 각주   |
| -------------------------- | ---- | ------------------------------------------- | ------------------------- | ---- | ------ |
| 그래미 어워드              | 2019 | "Rockstar" (포스트 말론 feat. 21 새비지)    | 올해의 레코드             | 후보 | [ 7 ]  |
| 그래미 어워드              | 2019 | "Rockstar" (포스트 말론 feat. 21 새비지)    | 최우수 랩/성 퍼포먼스     | 후보 | [ 7 ]  |
| 그래미 어워드              | 2020 | I Am > I Was                                | 최우수 랩 음반            | 후보 | [ 7 ]  |
| 그래미 어워드              | 2020 | "A Lot"                                     | 최우수 랩 노래            | 수상 | [ 7 ]  |
| 그래미 어워드              | 2022 | "My Life" (제이 콜 feat. 21 새비지, 모레이) | 최우수 랩 노래            | 후보 | [ 7 ]  |
| 그래미 어워드              | 2022 | "My Life" (제이 콜 feat. 21 새비지, 모레이) | 최우수 랩 퍼포먼스        | 후보 | [ 7 ]  |
| 브릿 어워드                | 2023 | 드레이크 & 21 새비지                        | 최우수 외국 그룹          | 후보 | [ 8 ]  |
| 빌보드 뮤직 어워드         | 2018 | 본인                                        | 탑 신인 아티스트          | 후보 | [ 9 ]  |
| 빌보드 뮤직 어워드         | 2018 | "Rockstar"                                  | 탑 핫 100 노래            | 후보 | [ 9 ]  |
| 빌보드 뮤직 어워드         | 2018 | "Rockstar"                                  | 탑 스트리밍 노래 (오디오) | 후보 | [ 9 ]  |
| 빌보드 뮤직 어워드         | 2018 | "Rockstar"                                  | 탑 콜라보레이션           | 후보 | [ 9 ]  |
| 빌보드 뮤직 어워드         | 2018 | "Rockstar"                                  | 탑 랩 노래                | 수상 | [ 9 ]  |
| 스트리미 어워드            | 2017 | 본인                                        | 신인 아티스트             | 후보 | [ 10 ] |
| 아메리칸 뮤직 어워드       | 2018 | "Rockstar"                                  | 최애 랩/힙합 노래         | 후보 | [ 11 ] |
| 아메리칸 뮤직 어워드       | 2018 | "Rockstar"                                  | 올해의 콜라보레이션       | 후보 | [ 11 ] |
| 아이하트라디오 뮤직 어워드 | 2018 | 본인                                        | 최우수 신인 힙합 아티스트 | 후보 | [ 12 ] |
| BET 어워드                 | 2017 | 본인                                        | 최우수 신인 아티스트      | 후보 | [ 13 ] |
| BET 어워드                 | 2018 | "Bartier Cardi" (카디 비 feat. 21 새비지)   | 최우수 콜라보레이션       | 후보 | [ 14 ] |
| BET 어워드                 | 2023 | Her Loss (with 드레이크)                    | 올해의 음반               | 후보 | [ 15 ] |
| BET 어워드                 | 2023 | 드레이크 & 21 새비지                        | 최우수 그룹               | 수상 | [ 15 ] |
| BET 어워드                 | 2023 | "Creepin'" (with 메트로 부민, 위켄드)       | 최우수 콜라보레이션       | 후보 | [ 15 ] |
| BET 어워드                 | 2023 | 본인                                        | 최우수 남성 힙합 아티스트 | 후보 | [ 15 ] |
| BET 어워드                 | 2023 | "Jimmy Cooks" (드레이크 feat. 21 새비지)    | 시청자의 선택 상          | 후보 | [ 15 ] |
| BET 힙합 어워드            | 2018 | "Bartier Cardi"                             | 최우수 피처링 벌스        | 후보 | [ 16 ] |
| BET 힙합 어워드            | 2018 | "Ric Flair Drip" (with 오프셋, 메트로 부민) | 최우수 콜라보             | 후보 | [ 16 ] |
| MTV 비디오 뮤직 어워드     | 2018 | "Rockstar"                                  | 올해의 노래               | 수상 | [ 17 ] |
| MTV 비디오 뮤직 어워드     | 2018 | "Bartier Cardi"                             | 최우수 힙합 비디오        | 후보 | [ 17 ] |
| MTV 유럽 뮤직 어워드       | 2018 | "Rockstar"                                  | 최우수 노래               | 후보 | [ 18 ] |